# Cyanea spathulata
Cyanea spathulata là loài thực vật có hoa trong họ Hoa chuông. Loài này được (Hillebr.) A.Heller mô tả khoa học đầu tiên năm 1896.